# Maxim Lobanovskij
Maxim Lobanovskij (Yuzhno-Sajalinsk, Rusia, 18 de enero de 1996) es un deportista húngaro que compite en natación. Ganó dos medallas en el Campeonato Europeo de Natación en Piscina Corta de 2019, plata en 4 × 50 m estilos y bronce en 50 m libre.

## Palmarés internacional
| Campeonato Europeo en Piscina Corta | Campeonato Europeo en Piscina Corta | Campeonato Europeo en Piscina Corta | Campeonato Europeo en Piscina Corta |
| Año                                 | Lugar                               | Medalla                             | Prueba                              |
| ----------------------------------- | ----------------------------------- | ----------------------------------- | ----------------------------------- |
| 2019                                | Glasgow (Reino Unido)               | Medalla de plata                    | 4 × 50 m estilos                    |
| 2019                                | Glasgow (Reino Unido)               | Medalla de bronce                   | 50 m libre                          |